# Kubura
Kubura ili kremenjača starinsko je vatreno oružje koje se puni barutom i ispaljuje jednom iz ruke. Nalik je starinskim pištoljima. Naziv joj potječe iz turskog jezika u kojem kubur znači mala puška, ili tijesan, uzak prolaz, kao i tegoba, nevolja. Prvi puta se u izvorima spominje 1476. kao oružje koje se rabilo za obranu od Turaka Osmanlija.[nedostaje izvor] Nije bila u široj uporabi do 18. stoljeća kada Osmanlije počinju s obimnijim uvozom pištolja i dijelova pištolja iz Italije i iz Srednje Europe. Domaće radionice na Balkanu dorađuju oružje ukrašavajući ga po zahtjevima lokalnog stanovništva. Kubure su se nosile zadjenute u široki pas, pojedinačno ili u paru. Za jahanja odlagane su u futrole od krute kože, kuburluke, prebačene preko sedla.
Kubure su se upotrebljavale u Hrvatskoj za vrijeme Vazmenog trodnevlja kad bi ih nosili čuvari Isusova groba, kao i za pradavni običaj pucanja za Uskrs koji se održao do današnjeg dana. Sastavni su dio opreme alkarskih momaka u Sinjskoj alki.
Kubure današnjice rabe za paljenje kremen ili kapsulu.[gdje?] Mogu biti izrađene s glatkim ili ižljebljenim cijevima. Kubure koje se izrađuju radi jakog pucnja najčešće imaju glatke cijevi.
- Kremen
- Mehanizam
- Dvije kubure i jatagan za pasom alkarskog momka

## Vanjske poveznice
- Kubure i kuburluci - likovni postav, Hrvatski povijesni muzej
- Otkrivena Kubura 1716.. Ferata. 30. prosinca 2016.